# Shōgo Kawada
Shogo Kawada (川田 章吾 Kawada Shōgo?) es uno de los personajes principales de la novela Battle Royale, tanto en la novela como el manga y la película. Es el alumno varón n.º 5 según la lista de su clase y su forma de ser en muy similar en todas las versiones. En la película fue interpretado por Tarō Yamamoto.

## Descripción
Físicamente Shogo es descrito como alguien imponente e intimidante que luce mucho mayor de lo que es, usa el cabello tan corto que casi parece rapado, aunque suele lucir una barba incipiente y mal afeitada que le da cierto parecido al estereotipo clásico del mafioso japonés; Shuya lo describe como alguien con la contextura de un boxeador de peso mediano, a simple vista tiene una gran cicatriz de cuchillo sobre su ceja izquierda y quienes lo han visto quitarse la ropa han comprobado que tiene muchas más en todo su cuerpo incluyendo disparos, lo que dio pie a muchos malos rumores por parte de sus compañeros.
Antes de los acontecimientos Shogo no era el superviviente con sangre fría que es en el actual juego; aunque su personalidad no es muy diferente en las tres versiones. En la novela y el manga, sabe mucho sobre primeros auxilios, ya que su padre es médico, aparenta ser muy inteligente pero es sarcástico y algo antipático, aun así, cuando entra en confianza y habla de forma relajada se hace evidente para quien lo ve que en realidad se trata de un muchacho amistoso y sincero, contrario a lo que dice una primera impresión basada en su aspecto; según sus propias palabras "Lo siento, pero nací con este aspecto. No puedo evitarlo si no luzco amistoso".
En la película no se sabe mucho de la vida de Kawada antes de entrar al juego sólo que posee muy refinadas habilidades en muchas cosas como medicina, pesca de mar, trampería o cocina pero siempre que alguien pregunta al respecto suele mentir diciendo que era la profesión de su padre y por eso sabe al respecto, diciendo siempre una profesión diferente según sea la habilidad por la que le pregunten.
Su relación con Keiko es distinta en las tres versiones. En los flashback de la novela y el manga, asegura haber mantenido una relación con ella y ser una pareja en apariencia feliz conforme van pasando los días, aunque discutía bastante por el carácter de Kawada. El incidente más notable que hace que su relación se distancie un poco fue cuando él no tuvo remordimiento cuando una pareja había regañado a su niño en vez de a ellos cuando ellos eran culpables de robar el dinero en vez del niño. Este hecho ocurrió un día antes que fueran enviados a "Battle Royale".

## Antes del juego
Kawada es un alumno nuevo en todas las versiones. En la novela y el manga Kawada, que era estudiante de tercer año en el instituto público de Kobe en la prefectura de Hyogo, es transferido a la clase de 3º B del instituto Shiroiwa de la ciudad ficticia de Shiroiwa, en la prefectura de Kagawa, un mes antes que entren al Juego. En la película, Kawada también es un alumno que viene del instituto nacional de Kobe pero no hace aparición en escena hasta que el resto de la clase se despierta en la isla donde han sido llevados y se explica que junto a Kiriyama han pedido ser incluidos de forma voluntaria por lo que son considerados "estudiantes de intercambio"; en la película el instituto Shiroiwa está en la prefectura de Kanagawa y no en la prefectura de Kagawa como indican el manga y la novela.
Tuvo que jugar con su antigua clase, 3 °C, un año antes (tres en la película) y se convirtió en el ganador. Kawada era hijo de un médico, aunque en la película le gusta ser evasivo respecto a su pasado, por lo que dependiendo del contexto de cada conversación señala una profesión diferente para su padre. En el manga, se ve un flashback donde juntos tratan las quemaduras de un bebé y Shogo le reprocha duramente este descuido a la madre.
Kawada nombra muchas veces a una chica llamada Keiko Onuki (Keiko Inoue en el manga estadounidense) que entró con él en "Battle Royale" anterior. En la novela y el manga, Keiko le da un imitador de pájaros como regalo que le será útil en el juego actual.

## En el juego
Mientras en el manga y la novela el arma asignada a Shogo es una Remington 870, en la película recibe es una escopeta Franchi SPAS-12, sin embargo, en esta versión estuvo a punto de recibir un equipamiento diferente ya que antes que él fuese llamado Sakura Ogawa salió rechazando recibir su equipamiento, por lo que el bolso de la joven le fue entregado a Shogo, quien tras dar unos pasos fuera del aula razonó esto y volvió con Kitano devolviendo el bolso de la joven y tomando el que originalmente debían asignarle.
Debido a su experiencia en el anterior juego, Kawada sabe algunos entresijos para poder sobrevivir. En la novela y el manga, la noche antes de encontrar a Nanahara y Nakagawa, va a un almacén de alimentos de la ciudad para abastecerse y da algunas vueltas para verificar las localizaciones del mapa, en la ciudad ve a Shinji Mimura pero no le presta atención.
Kawada se encuentra con Shuya Nanahara y Noriko Nakagawa a primera hora de la mañana. Mientras Kyoichi Motobuchi intenta matar a Nanahara con su revólver, Kawada le dispara salvando a Nanahara; en la novela y el manga, Kawada se une a Nanahara y Nakagawa después del incidente con Motobuchi mientras que en la película forman equipo más adelante cuando Noriko necesita atención médica. También vuelve a salvar Nanahara matando a Kaori Minami, cura también en estas versiones a Nakagawa, se hace cargo de su protección mientras Nanahara está en el faro, con un grupo compuesto solo por chicas, después que Kazuo Kiriyama casi logra asesinarlo y ayuda a la pareja a escapar de la isla.

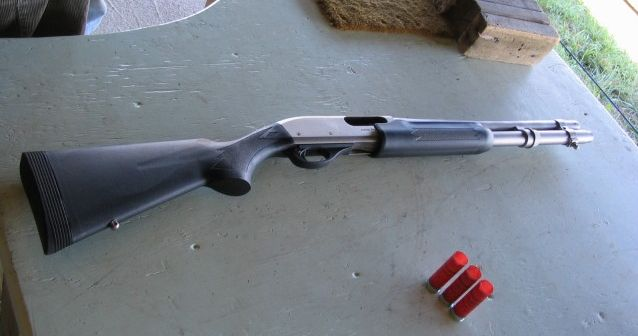
La escopeta Remington 870 fue el arma asignada a Shogo durante el programa.

## Destino
Kawada demuestra mucha sangre fría en el juego, comprende las probabilidades que algo salga mal o peor, sabe qué hacer en muchas situaciones y dónde dirigirse. En el final de la película, Kawada mata a Kiriyama, pero queda gravemente herido y muere debido a sus heridas en el barco que los lleva a la ciudad al día siguiente. En la novela y el manga, es el encargado de matar al instructor del juego (Kinpatsu Sakamochi en la novela y Yonemi Kamon en el manga). En ambas versiones, el profesor muere cuando Kawada le clava un lápiz en el cuello.
Al inicio de la novela se muestra un comunicado confidencial del gobierno señalando que se ha detectado una irrupción externa en la base de datos que posee el gobierno sobre el juego y todo lo relacionado. Después de la supuesta segunda victoria de Shogo, Kimpachi lo encara y explica que el hacker a pesar de tener acceso a mucha información delicada y confidencial, que de revelarse sería perjudicial para el gobierno, solo se interesó en saber respecto a las clases escogidas y el diseño de los collares Guadalcanal, es por esto que Kimpachi pudo concluir que el hacker era Kawada, quien buscaba información para aprender a desactivar los collares y saber en que colegio y clase inscribirse para ser seleccionado como jugador.
En la novela, Kawada muere debido a las heridas que tiene el cuello mientras que en el manga muere por las heridas que tiene en el estómago.

## La Experiencia de Kawada en el juego anterior
Tanto su personalidad como su relación con Keiko Onuki, cambiaron al pasar por el juego la primera vez aunque hay diferencias entre las tres versiones de Battle Royale.

### Novela & Manga
En la novela y el manga, Kawada no ganó el juego anterior por casualidad. Se había convertido en el jugador más letal en lo que llevaban de juego, mientras buscaba a Keiko, a la que pone como excusa para justificar los asesinatos que ha cometido. Sus víctimas fueron un chico al que había apuñalado con una katana, después mató a una chica disparándole antes que ella le disparara a él. En total mata a diez compañeros, a uno lo lanza por una ventana y otro de sus compañeros lo hirió en la cara dejándole la cicatriz que se le ve la segunda vez que entra al juego.
En la novela, Kawada explica que no pudo estar con Keiko durante el juego ya que ella, asustada, desconfió de todos. Keiko era la estudiante n°17, pero en esa ocasión no los hicieron salir según el orden de la lista, por lo que ella salió primero; una vez fuera, Shogo intentó reunirse con Keiko para protegerla, pero ella escapó al verlo y él no pudo seguirla ya que fue emboscado por un jugador al que tuvo que asesinar; tras esto continuó buscándola mientras luchaba y asesinaba a sus compañeros. Durante todo ese tiempo, Shogo se movió sin interactuar ni hacer alianzas con el resto, hasta que encontró el cuerpo de Keiko, quien había sufrido una muerte horrible.
Después de matar a Kiriyama en el segundo juego, Kawada miente a Nanahara y a Nakagawa diciendo que nunca tuvo nada con Keiko. En la novela y el manga, les dice que la chica de la fotografía se llama en realidad Kyoka Shimazaki y solo era una conocida de Kobe. Kawada les explica sobre "Shimazaki" porque sabe que Sakamochi (Kamon en el manga) escucha las conversaciones gracias al micrófono que llevan en el collar. Sin embargo, una vez acabado el juego, Sakamochi encara a Shogo explicando que tras enterarse de que la base de datos del juego había sido hackeada hace algunos meses, decidió investigarlo ante lo sospechoso de su oportuna transferencia; según los registros de su anterior colegio y las grabaciones del juego, es verdad que nunca tuvo una novia, pero sí existió Keiko, aunque nunca hubo cercanía entre ellos, a pesar de esto, las lecturas de su collar mostraron que, a pesar de que el campo asignado ese año había sido un área notablemente reducida, durante todo el juego se movió sin cesar y sin relacionarse con sus compañeros, pero al encontrar el cadáver de Keiko se quedó dos horas en silencio junto a su cuerpo, lo que insinuaba que al menos él si estuvo enamorado de ella y estuvo buscándola desde el inicio.
En el manga, se sabe que Kawada jugó asesinando de forma implacable a todos los compañeros que encontró. Pero, Keiko fue testigo del asesinato que este, siendo tomada como rehén por Nakata, uno de los pocos estudiantes que quedaban con vida. Nakata siempre estuvo enamorado de ella y por lo tanto resentido con Kawada; Nakata ha perdido totalmente la cordura y cree que Keiko estará a salvo con él pero no así con Kawada, a quien califica como sanguinario y negliente. Kawada, más inteligente que Nakata, le advierte que si quiere tener alguna oportunidad de matarlo le quite el seguro a su arma. Nakata, revisa su pistola dándole tiempo a Kawada para matarlo y señalar que el arma de Nakata no incluye seguro ya que era un revólver. Con sólo Keiko y Kawada en el juego, éste señala que su plan consiste en matar a todos los demás estudiantes y quitarse la vida para que Keiko se pueda salvar. Sin embargo, Keiko apunta con su pistola y Kawada, en un acto reflejo, le dispara en defensa propia. De inmediato descubre que Keiko no intentaba asesinarlo a él sino a una tercera alumna ubicada a su espalda que les apuntaba con un revólver. Tras asesinar a la última oponente, Kawada es declarado ganador y sale de la isla para ir a un hospital donde se recupera de sus heridas. Al volver a su hogar, se entera de que su padre ha sido asesinado ya que protestó porque su hijo entró al Battle Royale.

### Película

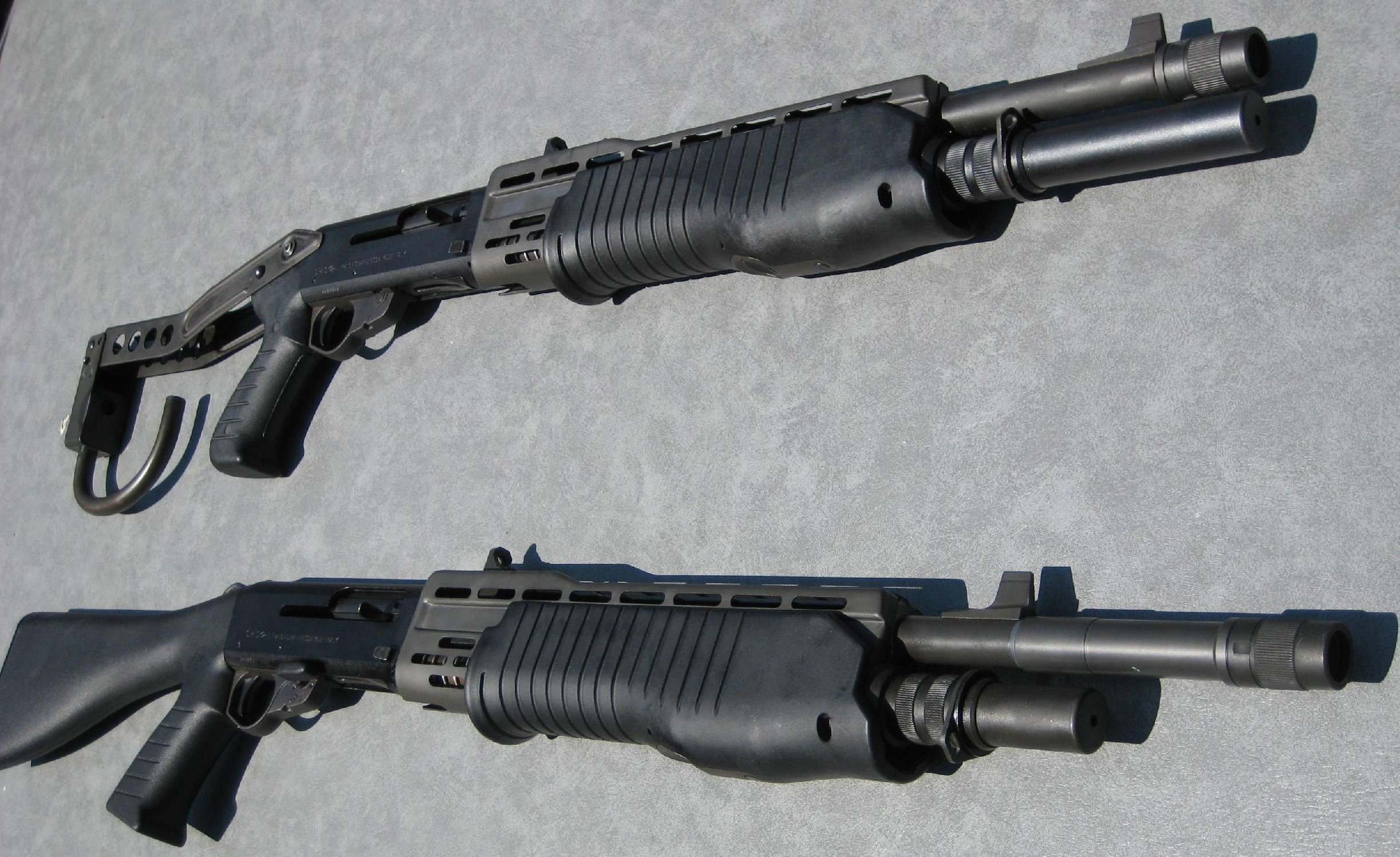
En la película, el arma asignada a Shogo fue una SPAS-12 de culata plegable.

En el Battle Royale de Kawada hay grandes diferencias entre la película y la novela y el manga. Una de las más notables es que no se sabe a ciencia cierta la cifra de las personas a las que ha matado, lo que sí se sabe es que para salvar a Keiko tuvo que matar a uno de sus mejores amigos. Junto a Keiko hicieron equipo para enfrentar a sus compañeros hasta ser los únicos sobrevivientes, sin embargo el juego se extendió hasta el límite de 72 horas permitidas sin un ganador. Cuando está a punto de acabar el juego, Keiko y Kawada llegan a un lugar donde hay un montón de cadáveres de sus compañeros tirados por la zona; en los minutos finales del juego, los collares se activan al haber más de un alumno vivo. Sabiendo que su muerte se acerca, Kawada y Keiko se abrazan y se preparan para morir, pero en el último instante Keiko dispara a Kawada a traición y este la mata en defensa propia. Antes de morir Keiko le dice "Gracias" y muere sonriendo.
Kawada gana Battle Royale, pero confiesa que lo abruma que la mujer que amaba lo traicionara y no puede comprender por qué después que él le disparase ella le agradeció, por ello, intentando descubrir la respuesta es que se ofreció nuevamente como voluntario para el juego. Noriko señala entender la forma de pensar de la muchacha y le explica que ésta nunca tuvo la intención de herirlo de muerte, sino de crear una situación donde él tuviera que matarla y pudiera ganar y vivir sin remordimientos por ello. Eventualmente Kawada se ve en una posición similar cuando deliberadamente arriesga su vida al luchar contra Kazuo Kiriyama para que Nanahara y Nakagawa pudieran sobrevivir. 
Shogo consigue sobrevivir a la lucha pero al día siguiente, cuando los tres abandonan la isla, las heridas que tiene por los disparos son muy graves. Huyen con un barco, que Kawada enseña a manejar a Nanahara. Kawada se acuesta en la cubierta y descubre el enigma de la sonrisa de Keiko, finalmente lo entiende por las últimas palabras que dijo "Gracias". Después dice que "está contento por..." sin tener tiempo a decirlo, pero póstumamente su espíritu termina la frase "...por haber encontrado verdaderos amigos". 
Al final del juego logra vengar a Keiko y consigue algo que no estaba planeado, hacer verdaderos amigos. Kawada muere tranquilo y satisfecho, de la misma forma que murió Keiko en el juego anterior.